# Buddhist Society
Die Buddhist Society (Buddhistische Gesellschaft) ist eine buddhistische Organisation mit Sitz in London. Sie wurde 1924 von Christmas Humphreys als Loge der Theosophischen Gesellschaft Adyar (Adyar-TG) gegründet und 1926 unabhängig.

## Geschichte

### Gründung und theosophische Prägung
Um 1920 besuchte Christmas Humphreys das College Trinity Hall in Cambridge. Wegen seines Interesses an Theosophie und Buddhismus trat er in dieser Zeit der Cambridge-Loge der Theosophischen Gesellschaft Adyar (Adyar-TG) bei, wo er bis zum Präsidenten der Loge aufstieg. 1922 lernte er seine spätere Frau Aileen Faulkner kennen, welche mit ihm die Neigung zu Theosophie und Buddhismus teilte. Mit einigen gleichgesinnten riefen Humphreys und Faulkner im April 1923 eine Studiengruppe innerhalb der Cambridge-Loge ins Leben – zur gemeinsamen Vertiefung in diese Thematik. Am 19. November 1924 wurde daraus eine eigene theosophische Loge, die offizielle Buddhist Lodge of the Theosophical Society (Buddhistische Loge der Theosophischen Gesellschaft) mit Sitz in London.
Diese Buddhist Lodge unter dem Dach der Adyar-TG wurde von Humphreys als Präsident geleitet. Das Ziel lautete:
- Die fundamentalen Prinzipien des Buddhismus im Lichte der Theosophie zu studieren, zu verbreiten und sich zu bemühen diese zu leben.

Das Lehrgebäude der Theosophie beinhaltete neben buddhistischen Gedanken auch Auszüge einer Reihe weiterer östlicher Religionen und Philosophien aber auch Teile der westlichen Mysterientradition. Humphreys Loge beschäftigte sich ausschließlich mit dem buddhistischen Anteil der Theosophie sowie dem Buddhismus als ganzes und kam damit bald in Konflikt mit Theosophen, welche andere Präferenzen hatten. 1926 kam es zum Krach, die Loge trennte sich von der Adyar-TG und wurde unabhängig. Weiterhin unter der Präsidentschaft Humphreys nannte sich die nun eigenständige Organisation Buddhist Lodge, den Zusatz „of the Theosophical Society“ ließ man also einfach weg.

### Buddhist Society
Von 1926 bis 1943 bestand der Name Buddhist Lodge, dann folgte eine Namensänderung auf Buddhist Society, diese Bezeichnung besteht bis heute. Das heutige Ziel lautet:
- Die Prinzipien der hauptsächlichen buddhistischen Schulen und Traditionen bekannt zu machen und zu veröffentlichen und zum Studium sowie der Anwendung dieser Prinzipien zu ermutigen.

Die Aktivitäten umfassen die drei Hauptrichtungen Theravada, Mahayana und Vajrayana sowie Zen.
Seit Herbst 1925 wurde ein Bulletin herausgegeben, ab Frühjahr 1926 eine Zeitschrift mit dem Titel Buddhism in England und ab 1943 The Middle Way. Als Herausgeber betätigte sich eine Zeitlang unter anderem Alan Watts.
Der Dalai Lama Tendzin Gyatsho fungiert seit 1961 als Schutzherr der Buddhist Society.
Bemerkenswert ist, dass die theosophische Prägung des Gründers und Präsidenten Christmas Humphreys wie auch die dort liegenden Anfänge der Organisation in der Webpräsenz der Buddhist Society mit keinem Wort erwähnt werden.